# La tenda scarlatta
La tenda scarlatta (Le Rideau cramoisi) è un mediometraggio del 1952 diretto da Alexandre Astruc.
È stato presentato fuori concorso al 5º Festival di Cannes.

## Trama
Il narratore viaggia in compagnia del visconte di Brassard che gli racconta un fatto che gli era successo quand'era un giovane tenente e abitava presso una coppia che aveva una figlia, Albertine. Lui e la ragazza avevano una relazione di pura passione sensuale e, per andarlo a trovare la notte, lei era costretta ad attraversare la stanza dei genitori. Una sera, però, la ragazza morì tra le sue braccia. Non sapendo che fare, il giovane - confuso e disperato - non potendo riportare il cadavere di Albertine nella sua camera fugge aiutato da un amico colonnello, per poi sentire la macchia e il terrore provato quella notte lungo tutta la propria vita sentimentale.

## Produzione
Il film fu prodotto dall'Argos Films e dalla Como Film.

## Distribuzione
Distribuito da L'Alliance Générale de Distribution Cinématographique, il film uscì nelle sale cinematografiche francesi il 6 marzo 1953. Il 5 novembre 1956, venne distribuito anche in Finlandia. In Svezia uscì con il titolo Drabbad av kärlek: Den blodröda gardinen, negli Stati Uniti con quello di The Crimson Curtain.

## Riconoscimenti
- 1952 - Premio Louis-Delluc